# Антоние Филиповски
Антоние (Доне) Божинов Филиповски (на македонска литературна норма: Антоние Филиповски) е югославски партизанин.

## Биография
Роден е в град Куманово през 1920 година. Учи в железничарско занаятчийско училище в Ниш, но е изключен поради комунистическа дейност. През 1938 година става член на СКМЮ, а по-късно на Местния комитет на СКМЮ в Куманово. През 1939 завършва курс за пилоти в Скопие. Включва се в НОВМ и на 26 юни 1941 година организира 10 партизани от Куманово да влязат във Втори южноморавски народоосвободителен отряд. На 2 август 1943 след като партизаните от Куманово стават 18 те се отделят по негова идея и се създава Кумановски народоосвободителен партизански отряд. Филиповски става негов политически комисар. Впоследствие е заместник-командир на Първи кумановски народоосвободителен партизански батальон „Йордан Николов - Орце“. На 3 април 1944 година като командир на втори батальон на трета македонска ударна бригада е тежко ранен и пленен при нападението над Пробищип. Малко след това е убит.